# Charles de Meester
Charles Louis de Meester (Sint-Niklaas, 25 oktober 1800 - Waasmunster, 11 juli 1855) was een Belgisch arts en katholiek politicus.

## Levensloop
Hij was de zoon van brouwer Pierre de Meester en van Isabelle De Schepper.  Als doctor in de medische wetenschappen aan de Rijksuniversiteit Gent werkte hij als arts in Sint-Niklaas.
Voor de katholieken werd hij in 1837 verkozen tot gemeenteraadslid van Sint-Niklaas, waar hij van 1840 tot 1841 schepen en van 1854 tot aan zijn overlijden in 1855 burgemeester was. Van 1843 tot 1852 zetelde hij bovendien namens het arrondissement Sint-Niklaas in de Kamer van volksvertegenwoordigers.